# 包姓
包姓是一個中文姓氏，在《百家姓》中排名第185位，也是一個較晚出的姓氏。

## 起源
包姓主要有兩個來源：
1. 出自羋姓，以字為姓氏。根據《通志·氏族略·以字為氏》的記載，包氏是春秋末期楚國大夫申包胥之後，以祖先的字為氏，也作“苞”、“雹”。
2. 是由鮑氏所改

另外，蒙古族的孛兒只斤氏在需要用到漢姓的時候也常常使用“包”姓作為翻譯。

## 郡望
- 丹陽郡：漢武帝元狩二年改鄣郡為丹陽郡。今安徽宣城一帶。
- 上黨郡：戰國時韓國置，治所為今山西長治以北。

## 延伸阅读
[在维基数据编辑]
 《百家姓》
 《欽定古今圖書集成·明倫彙編·氏族典·包姓部》，出自陈梦雷《古今圖書集成》